# آندری گلوشچنکو
آندری گلوشچنکو (انگلیسی: Andriy Glushchenko؛ زادهٔ ۲۳ اکتبر ۱۹۷۷) اهل اوکراین است.

## حرفه
وی همچنین از ورزشکاران سه‌گانه بازی‌های المپیک تابستانی ۲۰۰۰ و ۲۰۰۴ بوده‌است.